# Австрийский чёрный крест
«Австрийский чёрный крест» (нем. Österreichisches Schwarzes Kreuz) — общественная организация в Австрии, основанная в 1919 году с целью организации солдатских захоронений и ухода за могилами солдат всех национальностей. Занимается также захоронениями погибших во время бомбардировок, жертв политических репрессий и беженцев. Финансирование осуществляется за счёт пожертвований. Штаб-квартира находится в Вене. Имеет филиалы в Италии, Хорватии, Словении, Польше, Чехии, Албании, Украине.